# Ромен Коррейя
Ромен Родрігес Коррейя (порт. Romain Rodrigues Correia, нар. 6 вересня 1999, Кастр, Франція) — португальський футболіст, центральний захисник клубу «Марітіму».

## Ігрова кар'єра

### Клубна
Ромен Коррейя народився у французькому місті Кастр. Займатися футболом починав у місцевих клубах «Кастр» та «Альбі». У 2015 році він приєднався до португальського клубу «Віторія» (Гімарайнш), де перші роки також грав у молодіжному складі. З 2018 року футболіст грав за другий склад команди в Національному чемпіонаті. Другу половину сезону Коррейя провів в оренді в іспанському «Еркулесі».
Влітку 2021 року Коррейя підписав трирічний контракт з «Порту» і три сезони грав за другу клубну команду у Другому дивізіоні португальського чемпіонату.
В липні 2024 року захисник перейшов до клубу Другої ліги «Марітіму».

### Збірна
У 2018 році в складі юнацької збірної Португалії (U-19) Ромен Коррейя став переможцем юнацького чемпіонату Європи, що проходив у Фінляндії. За результатами турніру Коррейя потрапив до символічної збірної.

## Титули
Португалія (U-19)
 Чемпіон Європи: 2018